# Het Heihuis
Landgoed Het Heihuis is een natuurgebied ten zuiden van de A12, te midden van de bossen van de Utrechtse Heuvelrug in het buitengebied van Driebergen, Maarn en Doorn. 
Eind 2012 verkocht houtvester Van der Krol uit Bilthoven het gebied aan landgoed Den Treek-Henschoten.
Het westelijke deel staat bekend als het Mollebos. Ecoduct Mollebos verbindt 't Heihuis met het noordelijker gelegen landgoed Noordhout.

## Voormalige akker
In het gebied ligt een voormalige akker van 25 hectare waar in het verleden asperges en mais werden geteeld. Dit zwaar bemeste perceel werd in 2004 omgevormd tot natuurgebied. Daartoe werden de randen hier en daar met struiken beplant en werd beheer achterwege gelaten, zodat struweel en ruigte ontstond. Het grote middendeel van het terrein wordt eenmaal per jaar gemaaid. In het ontstane schraalgrasland met open plekken groeien haversoorten, biggenkruid en zandblauwtje. 

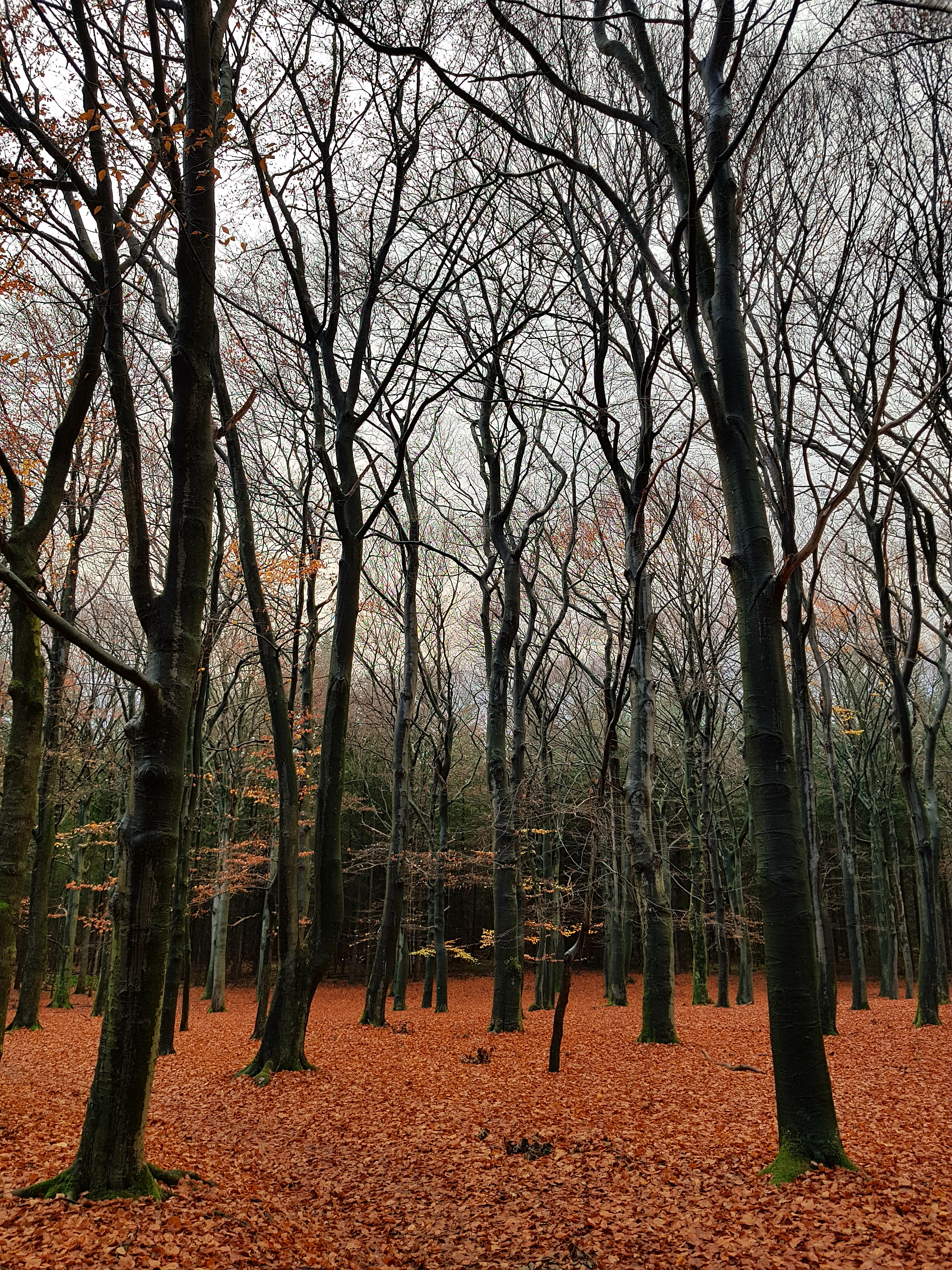
beukenbos aan de zuidrand van Het Heihuis